# Tour Chevalot
La tour Chevalot (ou tour Chevaleau) est une tour situé à Beaulieu-lès-Loches (Indre-et-Loire) et inscrit aux monuments historiques le 12 juin 1926.